# Bressay Lighthouse
Das Bressay Lighthouse, deutsch: Bressay-Leuchtturm, ist ein Leuchtturm auf der schottischen Shetlandinsel Bressay. 1977 wurde der Leuchtturm in den schottischen Denkmallisten in der Kategorie B gelistet. Der Betrieb des Bressay-Leuchtturms wurde 2012 eingestellt.
Das Leuchtfeuer liegt in einer Höhe von 32 m über dem Meeresspiegel, woraus sich eine Reichweite von 23 Seemeilen (rund 42 km) ergibt. Die Kennung des Turms waren zwei weiße Blitze alle 20 Sekunden.

## Geschichte
Im November 1854 wurde die Errichtung eines Leuchtturms im Südwesten der Insel Bressay an der südlichen Einfahrt des Bressay Sounds, der Bressay von der Hauptinsel Mainland abtrennt, beantragt. Nach Verhandlungen über die Kostenübernahme wurde schließlich im Februar 1856 mit den ersten Arbeiten am Standort begonnen. Als Ingenieure waren die bekannten Leuchtturmarchitekten Thomas und David Stevenson für die Planung verantwortlich. Am 31. August 1858 wurde das Leuchtfeuer erstmals entzündet. 1905 wurde der Turm renoviert und neue Gebäude wurden hinzugefügt. Im Juli 1967 wurde die Anlage elektrifiziert und der Betrieb des zugehörigen Nebelhorns schließlich 1987 eingestellt. Nachdem der Leuchtturm 1989 automatisiert wurde, wurde der Betrieb am 12. September 2012 eingestellt. Eine entsprechende Meldung wurde bereits im Vormonat ausgegeben. Zur Sicherung der Schiffsverkehrs wurde ein neues Signallicht mit einer Tragweite von zehn Seemeilen mit der gleichen Kennung installiert.